# Puerto Pollensa (álbum)
Puerto Pollensa es el segundo álbum de la cantante argentina Sandra Mihanovich. Incluye la canción del mismo nombre que se convirtió en uno de sus mayores éxitos.

## Lista de canciones

### Lado A
| N.º | Título                            | Escritor(es)     | Duración |  |
| 1.  | «Cuatro estrofas»                 | Alejandro Lerner | 2:35     |  |
| 2.  | «Me contaron que bajo el asfalto» | Horacio Fontova  | 2:49     |  |
| 3.  | «Es la vida que me alcanza»       | Celeste Carballo | 4:58     |  |
| 4.  | «Y hoy te vi»                     | Eduardo Mateo    | 4:25     |  |
| 5.  | «Igual a los demás»               | Alejandro Lerner | 5:50     |  |

### Lado B
| N.º | Título                   | Escritor(es)          | Duración |  |
| 6.  | «Puerto Pollensa»        | María Celina Parrondo | 4:20     |  |
| 7.  | «Vos, yo, uno más uno»   | María Celina Parrondo | 3:55     |  |
| 8.  | «Simple»                 | Alejandro Lerner      | 3:44     |  |
| 9.  | «Conversar con un amigo» | Alejandro Lerner      | 2:32     |  |
| 10. | «Mil veces lloro»        | Alejandro Lerner      | 5:50     |  |

- Datos: Q15714714